# 工人革命党 (秘鲁)
工人革命党（西班牙語：Partido Revolucionario de los Trabajadores）是秘鲁的一个托洛茨基主义政党。该党成立于1978年，社会主义工人党的一个派系参与创党。该党的领导人是劳尔·卡斯特罗·贝拉。该党曾是第四国际成员，但在1980年代，党内的第四国际支持者转而加入马里亚特吉主义统一党。